# Ульрыхув (станция метро)
Ульрыхув (пол. Ulrychów) — станция метро линии М2 Варшавского метрополитена.  Она расположена в районе Ульрыхув, в дзельнице Воля на улице Гурчевской и в непосредственной близости от торгового центра Воля Парк.
Открытие станции состоялось 30 июня 2022 года в составе участка Ксенця Януша — Бемово.

## История
Разрешение на начало строительства выдано 26 сентября 2018. В 2018 году Варшавский городской совет утвердил название станции. Его строительство началось в 2019 году. 
В проектной документации первоначальное название было Парк Воля.
Открытие станции планировалось на вторую половину 2022 года.
Длина платформы: 160 м, объём станции: 60 272 м³.

## Пуск
Станция открыта для пассажиров 30 июня 2022 года.